# Wasungen
Wasungen è una città di 5 437 abitanti della Turingia, in Germania.
Appartiene al circondario di Smalcalda-Meiningen ed è amministrata dalla Verwaltungsgemeinschaft Wasungen-Amt Sand.

## Storia
Il 1º gennaio 2019 vennero aggregati alla città di Wasungen i comuni di Hümpfershausen, Metzels, Oepfershausen, Unterkatz e Wahns.